# Zamach stanu w Czadzie (2006)

Położenie Czadu na mapie Afryki.

Zamach stanu w Czadzie w 2006 roku – nieudany zamach stanu, dokonany w Czadzie 14 marca 2006 przez grupę wojskowych rebeliantów przeciw władzy prezydenta Idrissa Déby.

## Zamach stanu
Według źródeł państwowych 14 marca 2006 grupa wojskowych planowała zestrzelenie samolotu, na pokładzie którego leciał prezydent Idriss Déby. Prezydent wracał do Ndżameny z międzynarodowego szczytu Wspólnoty Ekonomicznej i Walutowej Afryki Centralnej (CEMAC), który odbywał się w Bacie w Gwinei Równikowej.
Według komunikatu obrona i siły bezpieczeństwa udaremniły plany zamachowcom i wszczęły za nimi pościg. Zamachowcy, wedle relacji, uciekali siedmioma samochodami, z których dwa zostały uchwycone. Pozostali podążyli na wschód w stronę granicy z Sudanem. Minister informacji Czadu ogłosił, iż ujęto dwóch wysokich rangą oficerów, pułkownika i komandora, a zamachem sterowali byli cywilni i wojskowi współpracownicy prezydenta Deby, przebywający obecnie zagranicą. Jako jednych z nich wymienił braci Toma i Timana Erdimi. Minister informacji oskarżył również Sudan o wspieranie czadyjskich rebeliantów, czemu kraj ten od razu zaprzeczył.
16 marca 2006 czadyjscy rebelianci ogłosili, iż ich celem było zapobieżenie wyborom prezydenckim, zaplanowanym na 3 maja 2006. W wyborach tych prezydent Deby po raz trzeci ubiegał się o prezydenturę, po uprzedniej zmianie konstytucji i zniesieniu limitu dwóch kadencji prezydenckich. Władze państwowe oświadczyły, że wybory nie będą przełożone i odbędą się w wyznaczonym terminie. 21 marca 2006 władze ogłosiły, iż aresztowały 100 żołnierzy-rebeliantów, powiązanych z nieudanym zamachem na samolot prezydenta.

## Reakcja międzynarodowa
- Unia Afrykańska w swoim oświadczeniu "ostro potępiła próbę zamachu stanu, która miała miejsce w Ndżamenie w nocy z 14 na 15 marca". Przewodniczący Komisji UA powtórzył "sprzeciw UA wobec przejmowania władzy środkami siłowymi". Wezwał również czadyjskich polityków do "podjęcia dialogu, celem rozwiązania konfliktów i przyczynienia się do procesu demokratycznego w kraju".